# 穆氏蛙鳚
穆氏蛙鳚（学名：Istiblennius muelleri），又名穆氏動齒鳚、狗鰷，为輻鰭魚綱鳚形目鳚科蛙鳚属下的一个种，分布於西太平洋臺灣小琉球至印度尼西亞的庫爾島(Kur Island)海域，深度0至1公尺，本魚體長橢圓形，稍側扁，頭鈍短，頭頂具冠膜，鼻鬚與眼上鬚單一不分支，無頸鬚，上下唇平滑，背鰭棘狀部分暗淡，有數條對角線狀、淺暗淡的條紋，邊緣暗淡，具有許多深色細條紋，沿著鰭的長度延伸，條紋在後部合併成網狀圖案，背鰭硬棘12-14枚、背鰭軟條19-21枚、臀鰭硬棘2枚、臀鰭軟條21-23枚，體長可達7公分，棲息在沿海岩石區潮池，以藻類、碎屑和小型無脊椎動物為食，生活習性不明。